# Carles Francino i Navarro
Carles Francino i Navarro (Altafulla, 4 de desembre de 1980) és un actor de cinema, teatre i televisió català. Ha fet el paper de Pau a la telenovel·la Ventdelplà a TV3, així com el de Rai a la sèrie Hospital Central de Telecinco. És fill del periodista Carles Francino i Murgades.

## Treballs
Llargmetratges
- 2006: Jo sóc la Juani, de Bigas Luna
- 2008: Clean Break, de Robert Malenfant
- 2012: Tengo ganas de ti, de Fernando González Molina
- 2013: Pixel Theory, de Pablo Bullejos, Alberto Carpintero, Mar Delgado, Esaú Dharma, David Galán Galindo, Daniel Hernández Torrado, Pepe Macías, Juan José Ramírez Mascaró, Pablo Vara

Curtmetratges
- 2007: Costuras, d'Iván Tomás
- 2009: Recuerdos a Wifly, d'Albert Oliver
- 2012: Adri, d'Estibaliz Urresola Solaguren
- 2012: T'adhib, de Raquel Bedia

Televisió
- 2005-2007: Ventdelplà, sèrie de TV3
- 2005: Maria i Assou, telefilm de Sílvia Quer
- 2005: El cor de la ciutat, sèrie de TV3
- 2007: Gàbies d'or, d'Antoni Ribas
- 2007-2009: Hospital Central, sèrie de Telecinco
- 2010: Aída, sèrie de Tele5
- 2011: Punta escarlata, sèrie de Telecinco
- 2011: Bandolera, sèrie de Antena3
- 2013: Águila roja, sèrie de TVE
- 2014: Víctor Ros

Teatre
- 2007: Mòbil, de Sergi Belbel i dirigida per Lluís Pasqual[2]